# Grillius
Grillius est un rhéteur latin de l'Antiquité, connu par deux brèves citations de Priscien. Il est l'auteur d'un commentaire sur De Inventione de Cicéron, dont la partie conservée va jusqu'à 1.22 du texte de Cicéron. Le commentaire devait cependant se poursuivre car un fragment portant sur 1.24 a également été retrouvé.

### Ouvrages généraux
- François Desbordes, La Rhétorique Antique, Hachette Supérieur, 2009, 304 p.

### Sur Grillius
- (de) Joseph Martin, Grillius, ein Beitrag zur Geischichte der Rhetorik, Paderborn, F. Schöningh, 1927
- Pierre Courcelle, « Pages inédites de Grillius sur le De inventione », Revue de Philologie, no 29,‎ 1955, 34-38 (fragments)
- (la) Rainer Jakobi (dir.), Grillius : Commentum in Ciceronis Rhetorica, München, K G Saur Verlag, 2002, 160 p. (ISBN 3-598-71230-8 et 978-3598712302)